# Зоран Давидовић Ћанда
Зоран Давидовић Ћанда (Београд, 13. јул 1972 — Земун, 23. март 2000) је био српски криминалац, најпознатији у јавности као вереник певачице Јелене Карлеуше.

## Биографија
Рођен је на Миљаковцу где је и одрастао, као клинац био део екипе Зорана Ускоковића Сколета, и по сведочењу криминалаца био неталентован за обијање аутомобила.
Као одрастао мушкарац наводно се бавио диловањем наркотика и продајом украдених аутомобила, али никада због тога није био хапшен. Био је члан Вождовачког клана, и пријатељ криминалца Бранислава Лаиновића Дугог. Убијен је враћајући се са његове сахране, заједно са пријатељем Иваном Стојановићем, који није био део криминалног миљеа.
По писању Марка Лопушине у подземљу се веровало да је за убиство одговоран Земунски клан, што је касније и доказано.
У време убиства Давидовић је био вереник певачице Јелене Карлеуше, са којом се забављао од марта 1999. Њему је посвећена Јеленина песма Балада за Зорана, коју никада није уживо отпевала.